# Elektromagnetické spektrum

Spektrum elektromagnetického záření
Předměty představují orientační délku vlny, teploměr teplotu zářiče

Elektromagnetické spektrum (někdy zvané Maxwellova duha) je spektrum elektromagnetického záření, tedy stupnice rozdělující toto záření podle vlnové délky a odpovídající frekvence na jednotlivá záření specifických vlastností. Název „spektrum“ se původně vztahoval k barevnému spektru, které zahrnuje část elektromagnetického spektra viditelného lidským okem a které je vnímané jako jednotlivé barvy duhy.
Elektromagnetické záření o vlnové délce {\displaystyle \lambda } [m] (ve vakuu) má frekvenci {\displaystyle f} [Hz] a jemu připisovaný foton má energii {\displaystyle E} [J]. Vztah mezi nimi vyjadřují následující rovnice:
{\displaystyle \lambda ={\frac {c}{f}}\,\!},
{\displaystyle E=hf\,\!},
kde {\displaystyle c} je rychlost světla (přibližně 2,998×108 m/s) a {\displaystyle h} = 6,6252×10−34 J·s = 4,1 μeV/GHz je Planckova konstanta.

## Dělení
Přestože je dělení celkově přesné, může občas dojít k překryvům sousedních typů. Například některé záření gama může mít delší vlnovou délku než některé rentgenové záření. To je možné proto, že záření gama je jméno pro fotony vzniklé při jaderném štěpení a jiných jaderných procesech, zatímco rentgenové záření vzniká jako brzdné záření či charakteristické záření elektronu. Překryv tu tedy nastává proto, že paprsky určujeme dle původu a nikoli dle frekvence.

### Rádiové vlny
Rádiové vlny jsou vyzařovány anténami jejichž délka je úměrná délce nosné vlny, takže jejich rozměry jsou v rozmezí milimetrů až stovek metrů; radiové vlny končí ve vzdálené IR oblasti (max. 300 GHz). Užívají se pro rozličné přenosy informací pomocí služeb jako jsou rozhlasové vysílání, televize, mobilní telefony, radioamatérské vysílání a mnoho dalších. Pro přenos informace se využívají analogové a digitální modulace.

### Mikrovlny
Mikrovlny o frekvencích 3–300 GHz dělíme na SHF (3–30 GHz) a EHF (30–300 GHz). Mikrovlny jsou absorbovány molekulami tekutin, jež mají dipólový moment, zvláště vody; toho se využívá k ohřívání v mikrovlnné troubě. Mikrovlny se rovněž využívají pro bezdrátovou komunikaci zvanou Wi-Fi a pro vysílání satelitní televize.

### Infračervené záření
Infračervené záření pokrývá frekvence 300 GHz až 400 THz (má vlnovou délku mezi 760 nm a 1 mm). Dále se dělí na blízkou IČ (near-IR), střední IČ (mid-IR), vzdálenou IČ (far-IR).

### Viditelné světlo
| Barva    | Vlnová délka    | Frekvence        |
| -------- | --------------- | ---------------- |
| červená  | ~ 625 až 750 nm | ~ 480 až 405 THz |
| oranžová | ~ 590 až 625 nm | ~ 510 až 480 THz |
| žlutá    | ~ 565 až 590 nm | ~ 530 až 510 THz |
| zelená   | ~ 520 až 565 nm | ~ 580 až 530 THz |
| azurová  | ~ 500 až 520 nm | ~ 600 až 580 THz |
| modrá    | ~ 430 až 500 nm | ~ 700 až 600 THz |
| fialová  | ~ 380 až 430 nm | ~ 790 až 700 THz |

Viditelné světlo o vlnových délkách 400–800 nm je ta část spektra, na kterou je citlivé lidské oko. Viditelné světlo a blízké infračervené záření je absorbováno a emitováno elektrony v atomech a molekulách, když přecházejí mezi energetickými hladinami.
Tato část elektromagnetického spektra se také označuje jako světelné spektrum. Jednotlivé barvy, vyskytující se ve světelném spektru se nazývají spektrálními barvami a odpovídají jim určité intervaly vlnových délek elektromagnetického záření.

### Ultrafialové záření
Ultrafialové záření (UV) o vlnových délkách 400–10 nm a frekvenci 1015–1017Hz. Fotony tohoto záření mají vysokou energii a mohou proto štěpit chemické vazby. Například chlor za běžných podmínek nereaguje s alkany. Po osvícení UV začne rychle reagovat, protože UV záření štěpí chemickou vazbu v molekule Cl2, která se rozpadá na extrémně reaktivní radikály. Ty pak reagují i s jinak víceméně inertními alkany.
Fotony UV záření mohou také poškodit zejména DNA, což může způsobit ve spojitosti s dalším poškozením závislosti na závažnosti postižení až prosté odumření poškozené buňky (tzv. nekrózu). Při méně závažném neopravitelném poškození pak spustí buď řízený zánik buňky (tzv. apoptóza), nebo nekontrolované množení poškozené buňky, tedy nádorové bujení. UV záření však může poškodit i další struktury a vyvolat tak zánět kůže, radiodermatitidu (tzv. „spálená kůže“).

### Rentgenové záření

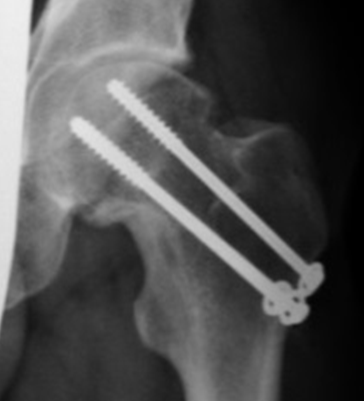
RTG snímek Femuru – Zlomenina krčku „Collum femoris“ a její osteosyntéza

Rentgenové záření (značeno také jako RTG) o vlnových délkách 10–0,1 nm a frekvenci 1017–1020 Hz. V praxi se využívá především schopnost pronikat celou řadou materiálů a jen slabě se v nich absorbovat. V lékařství se využívá především v diagnostice (skiagrafie, výpočetní tomografie (CT) a při operacích (např. CT při osteosyntéze), v průmyslu pak v defektoskopii. V rentgenovém spektru lze pozorovat i některé astronomicky zajímavé objekty, např. černé díry a neutronové hvězdy.

### Gama záření
Záření gama vznikající při radioaktivních a jiných jaderných a subjaderných dějích (jako je například anihilace). Název vychází ze značení ionizujícího záření (ostatní druhy ionizujícího záření nejsou elektromagnetické povahy). Využívá se v neurochirurgii v přístroji Leksellův gama nůž.

## Spektrum záření při interakci s látkou

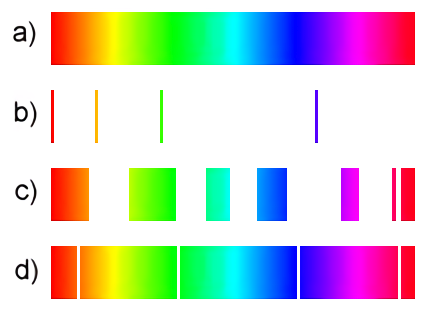
Příklady spekter:
a) spojité spektrum
b) čárové (emisní) spektrum
c) pásové spektrum
d) absorpční čárové spektrum

Při interakci elektromagnetického záření s látkou (při průchodu nebo odrazu) může dojít k pohlcení některých částí elektromagnetického spektra. Obdobně je možné (a časté), že určitý druh látky vyzařuje pouze určité části elektromagnetického spektra.
Spektrum obsahující vlnové délky v určitém rozsahu se označuje jako spojité spektrum. Příklad spojitého spektra lze získat rozkladem bílého světla. Rozkladem spojitého spektra získáme souvislý pás spektrálních barev.
Spektra atomů plynů často obsahují pouze sadu ostrých čar, mezi kterými se nachází tmavé (neosvětlené) pásy. Nazývají se čárová spektra.  Spektrální čáry lze pozorovat při přechodech mezi energetickými hladinami atomů. Jednotlivé části čárového spektra získané jeho rozkladem se nazývají spektrální čáry.
Pokud spektrum obsahuje sadu širších pruhů, hovoří se o pásovém spektru. Pásy jsou tvořeny vzájemně se překrývajícími spektrálními čarami, které nelze vzájemně odlišit. Pásová spektra jsou obvykle pozorována u molekul.
Prvky v plynném stavu, zvláště jednoatomové, vytváří čárové spektrum. Plyny složené z molekul mají obvykle spektra pásová. Zdrojem spojitého spektra bývají žhavá pevná a kapalná tělesa.
Pokud záření vzniká v určité látce (např. v zahřáté kapalině), hovoří se o spektru emisním. Emisní spektra prvků a jednoduchých látek jsou obvykle tvořena sadou spektrálních čar na tmavém pozadí. Pokud pozorujeme spektrum, které vzniklo absorpcí (průchodem) bílého světla určitou látkou, pak mluvíme o spektru absorpčním. Absorpční spektrum dané látky je vlastně doplňkem jejího emisního spektra. Tam, kde se u absorpčního čárového spektra nachází tmavé pruhy, jsou u emisního spektra stejné látky spektrální čáry a naopak.
Interakce spektra s látkou využívá spektroskopie.